# 德潘讷
德潘讷（荷蘭語：De Panne，荷蘭語發音：[də ˈpɑnə] ⓘ，法語發音：[la pan]）是比利时弗拉芒大區西佛兰德省弗尔讷区的一个市镇，北濒北海，西与法国接壤，通行荷蘭語，是弗拉芒社群的一部分，面积26.63平方千米，人口11,129人（2018年1月1日）。